# Deutschlandsbergi járás
A Deutschlandsbergi járás, kerület (németül Bezirk Deutschlandsberg) egy közigazgatási egység Ausztriában, Stájerországban. Deutschlandsbergi járás Graz-környéki, Voitsbergi, Wolfsbergi és Leibnitzi járásokkal határos. Lakosainak száma 60 821 fő (2019. január 1.). Székhelye Deutschlandsberg.

## A járáshoz tartozó települések
- Aibl
- Deutschlandsberg
- Eibiswald
- Frauental an der Laßnitz
- Freiland bei Deutschlandsberg
- Bad Gams
- Garanas
- Georgsberg
- Greisdorf
- Gressenberg
- Groß Sankt Florian
- Großradl
- Gundersdorf
- Hollenegg
- Kloster
- Lannach
- Limberg bei Wies
- Marhof
- Osterwitz
- Pitschgau
- Pölfing-Brunn
- Preding
- Rassach
- Sankt Josef
- Sankt Martin im Sulmtal
- Sankt Oswald ob Eibiswald
- Sankt Peter im Sulmtal
- Sankt Stefan ob Stainz
- Soboth
- Stainz
- Stainztal
- Stallhof
- Sulmeck-Greith
- Trahütten
- Unterbergla
- Wernersdorf
- Wettmannstätten
- Wielfresen
- Wies
- Bad Schwanberg